# Římskokatolická farnost Kraselov
Římskokatolická farnost Kraselov je zaniklým územním společenstvím římských katolíků v rámci strakonického vikariátu Českobudějovické diecéze. Farnost zanikla 31. prosince 2019, od ledna 2020 je jejím právním nástupcem farnost Katovice, která je součástí většího farního obvodu spravovaného excurrendo ze Strakonic.

## O farnosti

### Historie
Plebánie se v Kraselově připomíná roku 1363, nejstarší dochovaná matriční kniha je z roku 1659. V poslední čtvrtině 17. století byla sedmnáct let spravovaná z farnosti Volenice. Roku 1676 koupil Kraselov pražský probošt a světící biskup Jan Ignác Dlouhoveský z Dlouhé Vsi. Bývalý farní kostel svatého Vavřince je v jádru gotická stavba zbarokovaná v letech 1684–1688, barokní poutní kostel svaté Anny ve Lhotě u Svaté Anny z roku 1682 byl v roce 1726 rozšířen.

### Současnost
| Fotografie | Kostel                  | Místo              | Bohoslužba                             | Bohoslužba             | Poznámka                      |
| ---------- | ----------------------- | ------------------ | -------------------------------------- | ---------------------- | ----------------------------- |
|            | Kaple svatého Vojtěcha  | Hodějov            | neslouží se pravidelně                 | neslouží se pravidelně |                               |
|            | Kostel svatého Vavřince | Kraselov           | 4. sobota v měsíci (od září do června) | 15.00                  | filiální, bývalý farní kostel |
|            | Kostel svaté Anny       | Lhota u Svaté Anny | sobota v červenci a srpnu              | 15.00                  | poutní kostel                 |
|            | Kaple                   | Smiradice          | neslouží se pravidelně                 | neslouží se pravidelně |                               |